# Relations entre les États-Unis et l'Union européenne
Le terme relations euro-américaines (ou relations américano-européennes) regroupe l'ensemble des relations entre les États-Unis d'Amérique (USA) d'une part et l'Union européenne (UE) et ses États membres d'autre part. Les États membres et l'UE partageant un certain nombre de compétences dont la politique étrangère, les relations entre les institutions de l'UE et ses membres avec les États-Unis peuvent parfois différer ; cela a été le cas notamment sur la position à adopter sur le sujet de la guerre d'Irak de 2003 ou plus récemment sur le partenariat transatlantique de commerce et d'investissement. Bien que les États-Unis soutiennent historiquement l'intégration européenne et aient développé des relations d'alliance/influence avec leurs partenaires européens, ces relations évoluent avec l'affirmation de l'UE parmi les grandes puissances mondiales et le passage d'une position de partenaire à celle de concurrent,.

## Relations économiques

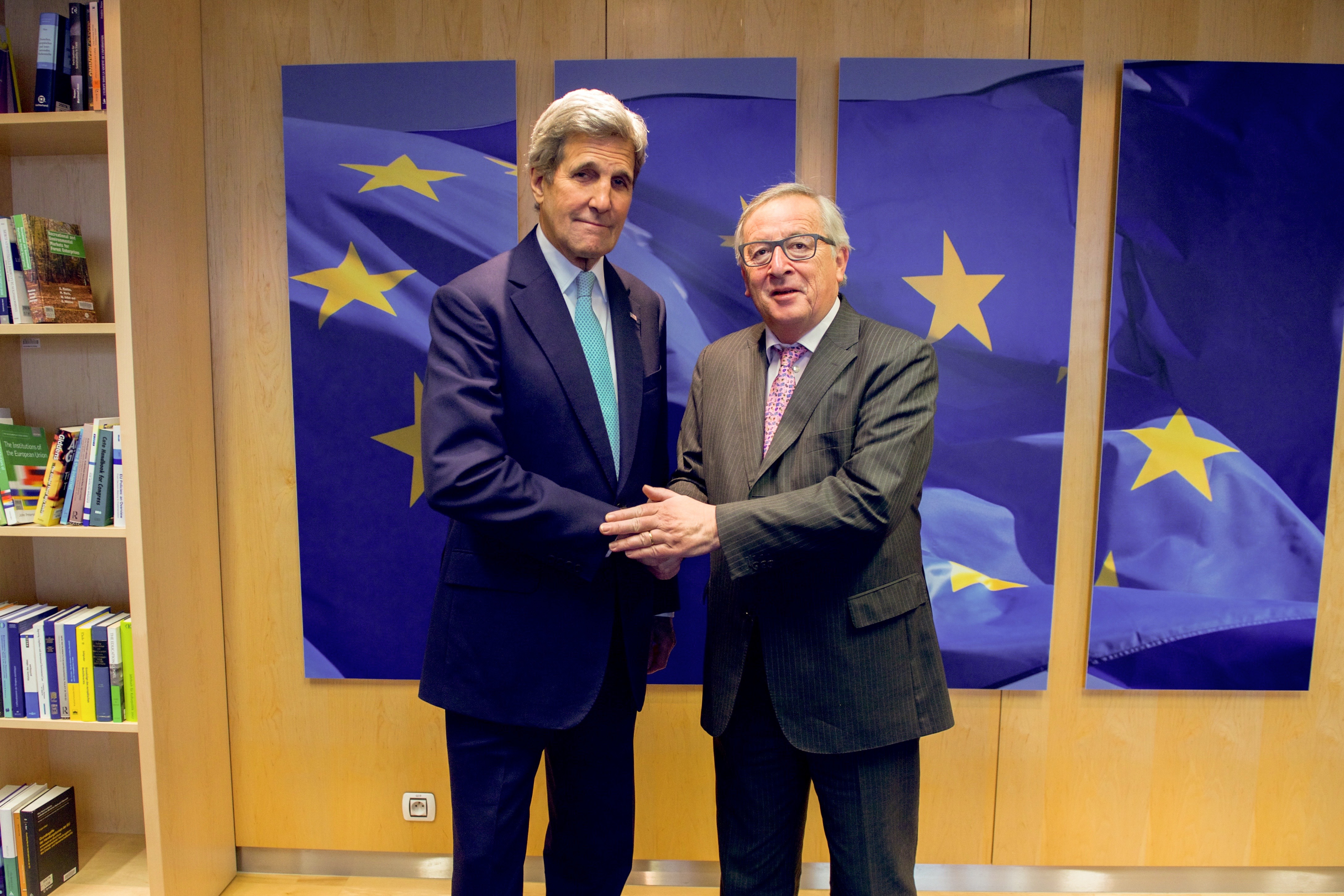
Le secrétaire d'État américain John Kerry et le président de la Commission européenne, Jean-Claude Juncker, en 2016.

Les relations euro-américaines sont centrées sur la politique commerciale. L'Union européenne est un bloc commercial presque unifié, et cela, ainsi que la politique de la concurrence, sont des sujets cruciaux entre l'UE et les États-Unis. Ces deux blocs représentent 30 % du PIB mondial, 33 % du commerce mondial des biens et 42 % du commerce des services. La croissance du pouvoir économique de l'UE a provoqué un certain nombre de conflits commerciaux entre les deux pouvoirs, même s'ils sont interdépendants et que les disputes ne concernent que 2 % du commerce entre eux. Voir ci-dessous pour les détails des flux commerciaux :
| Flux commerciaux (2011)  | Biens                   | Services                | Investissements         |
| De l'UE aux États-Unis   | 260 milliards d'euros   | 139,0 milliards d'euros | 112,6 milliards d'euros |
| Des États-Unis vers l'UE | 127,9 milliards d'euros | 180 milliards d'euros   | 144,5 milliards d'euros |

## Accords

Carte des membres de l'OTAN

La plupart des États européens sont membres de l'Organisation du traité de l'Atlantique nord (OTAN), créée le 4 avril 1949, et ont donc des accords militaires avec les États-Unis. Depuis 1953, l'Union européenne et les États-Unis ont des relations diplomatiques.
Le 22 novembre 1990, la Communauté économique européenne et ses États membres adoptent la Déclaration transatlantique avec les États-Unis. En décembre 1995, à Madrid, un plan d'action est adopté dans le cadre des relations transatlantiques.
En décembre 1995 , le Nouvel Agenda transatlantique (NAT) est adopté à Madrid lors d'un sommet entre l'Union et les États-Unis  par le président de la Commission européenne Jacques Santer, le Premier ministre espagnol Felipe Gonzalez, président du Conseil, et le président américain Bill Clinton. Le NAT fournit un cadre politique dans quatre principaux domaines (promotion de la paix, réponse aux défis mondiaux, extension du commerce, constructions de ponts transatlantique entre les acteurs), et propose un plan de plus de 150 actions pour la réalisation d'objectifs communs. 
Le 18 mai 1998, le Partenariat économique transatlantique (PET), nouvelle initiative dans le domaine de l'économie, est lancé lors du sommet UE - États-Unis à Londres, afin d'intensifier la coopération bilatérale et multilatérale. Cette coopération s'engage en faveur de l'ouverture des marchés et de la suppression des entraves dans le commerce et les investissements. Le PET sera suivi de l'« Agenda économique positif de 2002 ». 
En 1998, une question écrite est posée au sujet de l'accord Europe-États-Unis.
En février 2005 a lieu la première visite d'un président américain auprès des institutions européennes, avec la venue du président George W. Bush à Bruxelles. La même année, les deux parties lancent une initiative de continuation de l'intégration économique transatlantique et de leurs intérêts pour la lutte contre la contrefaçon et l'approvisionnement en énergie sûr et efficace.
Le 30 avril 2007, le sommet UE/EU de Washington a adopté un « Accord-cadre pour la promotion de l'intégration économique transatlantique entre les États-Unis et l'Union européenne ». Il établit notamment le Conseil économique transatlantique, pour coordonner l'harmonisation des réglementations et normes, et permettre l'intégration économique.
Le 9 mars 2009, à la suite du vote d'une résolution par le parlement européen, un processus en plusieurs étapes a été mis en application pour aboutir dès 2015 au marché transatlantique, c'est-à-dire à une grande zone économique de libre-échange unifié entre les deux continents. RAPPORT sur l'état des relations transatlantiques après les élections qui ont eu lieu aux États-Unis - A6-0114/2009
Le 27 juillet 2025, Les États-Unis, et l'Union européenne conclus, un accord commercial, prévoyant des droits de douane de 15 % sur les exportations européennes, les états européens, s'engagent à des achats d'énergie de 750 milliards de dollars, et à 600 milliards d'investissements supplémentaires, aux États-Unis.
Autres événements :
- 28 novembre 2011 : sommet UE-EU
- 3 février 2012 : consultation EU-UE sur les travaux et la croissance
- 27 avril 2012 : discussions à Washington sur la sécurité mondiale

## Controverses

### Subventions de Boeing et d'Airbus
Les deux entreprises sont les principaux producteurs aéronautiques, et l'américain Boeing comme l'européenne Airbus ont été accusés de recevoir des subventions.

### Défense
Comme seuls certains pays européens atteignent le budget militaire minimum fixé par l'OTAN (à savoir 2 % du PIB), les États-Unis ont reproché à leurs alliés européens de ne pas assumer leur part de l'effort militaire en Afghanistan. La coopération militaire en Europe rencontre souvent l'opposition du Royaume-Uni qui déclare ne pas souhaiter affaiblir l'OTAN ou le rôle militaire américain en Europe, malgré le soutien public des États-Unis en faveur d'un renforcement des capacités militaires européennes.
Les États-Unis ont en général soutenu les initiatives européennes visant à améliorer leur coopération en matière de défense. Toutefois, ceux-ci ont manifesté souvent des craintes relatives aux risques de duplication des activités avec l'OTAN. Après l'arrivée au pouvoir de Donald Trump, la position de l'administration américaine a légèrement changé. Soutenant une augmentation des dépenses militaires des États membres de l'UE (sans toutefois accepter de prendre en compte leurs dépenses dans un contexte européen), le président américain s'oppose à la structuration d'une armée européenne selon le sens donné par le président français Emmanuel Macron. En effet, Trump a souligné que l'UE voulait créer son armée pour se protéger de la Russie, de la Chine et éventuellement des États-Unis dans un contexte géostratégique changeant.

### Organismes génétiquement modifiés
Le commerce des organismes génétiquement modifiés est aussi une zone de contentieux entre l'Union européenne et les États-Unis. L'Union européenne a été soumise à une forte pression du Parlement européen et de son opinion publique pour réduire la production et les importations d'aliments génétiquement modifiés, jusqu'à ce que leur sécurité ait été prouvée. Les États-Unis par contre subissent la pression de leurs lobbys agricoles pour forcer l'Union européenne à accepter les importations. Ils considèrent les restrictions européennes alarmistes et protectionnistes.

### Torture
Le Washington Post a annoncé le 2 novembre 2005 que la CIA avaient plusieurs prisons secrètes en Europe de l'Est. La Pologne et la Roumanie ont rejeté ces allégations. La CIA auraient aussi transporté des suspects de terrorisme par avion à travers plusieurs États membres d'Europe de l'Ouest depuis 2001. La Belgique, l'Islande, l'Espagne et la Suède ont lancé des enquêtes. The Guardian a indiqué le 30 novembre 2005 que des avions de la CIA ont atterri à 300 reprises sur des aéroports européens. La plupart auraient atterri en Allemagne et au Royaume-Uni, escales pour l'Europe de l'Est, l'Afrique du Nord (peut-être le Maroc ou l'Égypte) ou le Moyen-Orient (peut-être la Syrie ou la Jordanie). La Commission européenne, de la part de l'Union européenne, a demandé une explication aux États-Unis, et a refusé de confirmer ou d'infirmer les informations sur les activités de la CIA en Union européenne,,,.
Le Parlement européen a constitué un comité temporaire saisi de cette affaire. L'Union européenne s'est opposée à l'existence de la prison de Guantánamo et a offert d'accueillir certains des détenus après l'annonce par l'administration Obama de la fermeture de la prison.

### Peine de mort
Aux États-Unis, la peine de mort est encore pratiquée, alors qu'elle a été abolie dans l'ensemble de l'Union européenne (sauf en Lituanie pour les crimes de guerre). Les relations transatlantiques peuvent en être affectées car il peut être illégal pour un État membre d'extrader un suspect risquant la peine de mort vers les États-Unis.

### Cour pénale internationale
Les États-Unis sont fortement opposés à la Cour pénale internationale, et n'ont pas signé sa création, contrairement à la plupart des États membres. Les États-Unis disent craindre que leurs soldats puissent être soumis à des poursuites judiciaires motivées politiquement, et ont signé de nombreux accords bilatéraux avec d'autres pays pour l'éviter.

### Conflit israélo-palestinien
Dans le conflit israélo-palestinien, les deux côtés de l'Atlantique agissent généralement plus ou moins en partenariat, à la fois vis-à-vis de l'Autorité palestinienne et du Liban. Pourtant, l'Union européenne est généralement plus critique que les États-Unis vis-à-vis d'Israël, particulièrement au sujet de la barrière de sécurité.

### Guerre d'Irak
Malgré une opinion européenne presque unanime dans son opposition à la guerre d'Irak, les gouvernements des États membres se sont divisés, et l'opposition entre la France et l'Allemagne d'un côté, les États-Unis de l'autre, sont encore un thème politique majeur.

## Compléments